# Fradelos (Braga)
Fradelos é uma povoação portuguesa do Município de Braga que foi sede da extinta Freguesia de Fradelos, freguesia que tinha 1,23 km² de área e 786 habitantes (2011), e, por isso, uma densidade populacional de 639 hab/km².
A Freguesia de Fradelos foi extinta em 2013, no âmbito de uma reforma administrativa nacional, tendo sido agregada à freguesia de Vilaça, para formar uma nova freguesia denominada União das Freguesias de Vilaça e Fradelos com a sede em Vilaça.
A freguesia confinava com as freguesias de Vilaça, Tadim, Ruilhe, Priscos, Vimieiro e Aveleda.
Fradelos situa-se na parte sudoeste do Município de Braga, no vale da ribeira de S. Martinho e na bacia hidrográfica do rio Este.
A freguesia foi criada (restaurada) em 12 de Setembro de 1989.(data em que foi publicada em Diário da República a sua criação). As comemorações da Restauração da Freguesia realizam-se no dia 30 de Junho, data em que foi aprovada na Assembleia da República.
Foi durante muitos anos constituida pelos lugares de Barreiro, Carrasco, Chascas, Eido, Estação, Fontelo, Igreja, Melelos, Monte e Ribeiro (hoje em dia ainda são conhecidas estas designações). Actualmente a localidade possui uma toponímia actualizada, estando dividida em ruas e avenidas.
No século XI, os monges beneditinos da Ordem de Cluny, que habitavam o Mosteiro de Santa Ana de Vimieiro, construíram um pequeno santuário que é hoje a Igreja Paroquial e que viria mais tarde a dar origem ao nome da povoação.

## População
| 1991 | 2001 | 2011 |
| 694  | 678  | 786  |

Freguesia criada pela Lei nº 90/89, de 12 de Setembro, com lugares desanexados da Freguesia de Tadim

## Património
- Igreja paroquial, de estilo românico, com altares em talha dourada
- Capela do Senhor dos Malguiados
- Cruzeiro
- Casa do Moura
- Casa Mortuária de Fradelos
- Junta de Freguesia de Fradelos
- Capela Senhor do Monte
- Complexo Paroquial de Fradelos